# Каннингем, Элейн
Элейн Каннингем (англ. Elaine Cunningham; родилась 12 августа 1957) — американская писательница в жанре фэнтези и научной фантастики, наиболее известная своим почти поэтическим литературным стилем, а также своим вкладом в мир Забытых Королевств, включая королевства Эвермит, Халруаа, Руафим и город Глубоководье (известен также как Вотердип, англ. Waterdeep).
Самые известные и популярные персонажи Элейн — Арфисты полуэльф Эрилин Лунный Клинок и бард Данила Танн, волшебница-дроу Лириэль Бэнр, её возлюбленный — берсерк из Рашемена по имени Фиодор, их враг Горлист, Элайт «Змей» Кролнобер, Маттео и Цигоун, а также глубинный дракон Зз’Пзора.
Каннингем также писала несколько произведений из цикла «Звёздные войны».
Элейн живёт в Новой Англии со своим мужем и двумя сыновьями.

### Забытые Королевства / Forgotten Realms
- Серия «Песни и мечи» (Songs & Swords):
  - 1. «Эльфийская тень» (Elfshadow), 1991 (2000 переиздание)
  - 2. «Эльфийская песнь» (Elfsong), 1994 (2000 переиздание)
  - 3. «Эльфийская месть» (Silver Shadows), 1996 (2001 переиздание)
  - 4. «Терновый оплот» (Thornhold), 1998 (2001 переиздание)
  - 5. «Сферы Снов» (The Dream Spheres), 1999
  - 6. Reclamation (Выпуск был отменён), 2008
- Трилогия «Звёздный свет и тени» (Starlight & Shadows):
  - 1. «Дочь дроу» (Daughter of the Drow), 1995 (2004 переиздание)
  - 2. «Паутина» (Tangled Webs), 1996 (2005 переиздание)
  - 3. «Крылья ворона» (Windwalker), 2003 (2006 переиздание)
- «Эвермит: Остров эльфов» (Evermeet: Island of Elves), 1998
- Трилогия «Советники и правители» (Councelors & Kings):
  - 1. «Маг-гончая» (The Magehound), 2000
  - 2. «Затопленные врата» (The Floodgate), 2001
  - 3. «Война магов» (The Wizardwar), 2002
- «Город Роскоши: Роман о Глубоководье» (City of Splendors: Waterdeep), 2005 (совместно с Эдом Гринвудом)
- Повести в антологиях Забытых Королевств:
  - «Сделка» («Королевства доблести», 1993)
  - «Всё больше перемен» («Королевства подлости», 1994)
  - «Моментальный подход» («Королевства магии», 1995)
  - «Обряд крови» («Королевства Андердарка», 1996)/(«Лучшее в Королевствах. Том 1», 2003)
  - «Секреты крови, духи моря» («Королевства тайн», 1997)
  - «Разговаривая с мёртвыми» («Королевства загадок», 1998)
  - «Огонь есть огонь» («Королевства глубин», 2000)
  - «Небольшое знание» («Королевства тени», 2002)
  - «Дракон Горлиста» («Королевства драконов», 2004)
  - «Дерево душ» («Королевства эльфов», 2005)

## Другие произведения
- «Звёздные войны» — «Новый орден джедаев»:
  - «Тёмное путешествие», Книга 10
- Серия «The Changeling Detective Agency»:
  - 1. «Shadows in the Darkness» (2004)
  - 2. «Shadows in the Starlight» (2006)
- Повести в антологии «Fantasist Enterprises»:
  - «Juniper» (2005)
  - «Raven» (2005)